# Andrés Escobar
Andrés Escobar Saldarriaga  (* 13. März 1967 in Medellín; † 2. Juli 1994 ebenda) war ein kolumbianischer Fußballspieler.

## Leben
Escobar kam am 13. März 1967 in Medellín als Sohn des Bankiers Dario Escobar († 2013), der eine Organisation für junge Menschen gründete, zur Welt. Er besuchte das Colegio Calasanz und legte seinen Abschluss am Instituto Conrado Gonzalez ab. Er spielte in mehreren Schul-Fußballteams, bevor er Profi wurde. Sein Bruder Santiago war ebenfalls Fußballspieler und ist heute als -trainer tätig.
Escobar spielte auf der Position eines Abwehrspielers und nahm als solcher mit der kolumbianischen Nationalmannschaft an der WM 1990 in Italien und an der WM 1994 in den USA teil. Beim Vorrundenspiel gegen die Mannschaft der USA am 22. Juni 1994 fälschte er eine Flanke zu einem Eigentor ab zum Zwischenstand von 0:1; Kolumbien verlor schließlich 1:2 und schied aus dem Turnier aus. Wenige Tage später, am 2. Juli 1994, wurde Escobar vor einer Bar in Medellín durch sechs Schüsse getötet.
Der Täter, Humberto Muñoz Castro, war Bodyguard und Fahrer mächtiger Drogenbosse. Er handelte möglicherweise als enttäuschter, wütender Fan oder als Auftragsmörder der kolumbianischen Wettspielmafia. Vermutet wird, dass der Grund für Escobars Ermordung sein Eigentor war. Muñoz Castro wurde im Juni 1995 zunächst zu 43 Jahren Haft verurteilt, im Jahre 2005 aber wegen guter Führung nach elf Jahren entlassen.
Escobars Beerdigung wurde von etwa 120.000 Menschen begleitet. Fans bringen jedes Jahr Fotos von ihm zu Spielen mit. Im Juli 2002 errichtete ihm die Stadt Medellín ein Denkmal.

## Copa Andrés Escobar
Der Pokal der Straßenfußball-Weltmeisterschaft 2006 wurde Escobar zu Ehren Copa Andrés Escobar benannt.

## Erfolge
Atlético Nacional
- Copa Libertadores: 1989
- Kolumbianische Fußballmeisterschaft: 1991
- Copa Interamericana: 1989

## Sonstiges
Am 24. Oktober 2014 wurde das Hörspiel mit dem spanischen Titel „La vida no termina aquí“ (dt.: „Das Leben endet nicht hier“), das vom Leben Escobars handelt, mit dem Deutschen Fußball-Kulturpreis in der Kategorie Fanpreis als Fußball-Hörspiel des Jahres ausgezeichnet. Das Stück stammt von Simon Schneider und wurde von diesem gesprochen.